# Сан-Маркос (Гватемала)
Сан-Маркос — місто й муніципалітет в однойменному департаменті Гватемали.